# Kalvellido
Juan Kalvellido. (Cádiz, 1968), más conocido actualmente como J.Kalvellido o Kalvellido es un artista y dibujante español. Antes de dedicarse profesionalmente a la historieta y el humor gráfico. Actualmente vive en Fuengirola (Málaga). Su obra es muy popular entre el público lector de periódicos de izquierda, como La República, Diagonal o Mundo Obrero, a la par que en medios digitales como Rebelión o LQSomos.[cita requerida] Su obra está caracterizada por su ideología izquierdista, republicana y anticapitalista.

## Obra
Aparte de sus apariciones en prensa y revistas, ha publicado diversos libros, ya sea en solitario o como colaborador. Ha ejercido como guionista, escenógrafo, pintor e historietista.
Fanzines
- Por amor al arte (7 números durante 5 años, hasta 1998),
- Kabezakapada (1995),
- Especial Gr-Aznar (1995),
- Vamos a reír (1996),
- Vamos a reír 2 (1997),
- Los zulos del estado (1997),
- Las kosas ke nunka mueren (1998),
- Kolabora kon la policía… Golpéate tú mismo! (1999),
- Entre la España y la pared (2002),
- A Chankete le olía el aliento (2003).

Ilustrador en libros de poesía
- Orión, de Pilar Quirosa (1989),
- Islas provisionales, de Pilar Quirosa (1995), Desertor de tu voz, de Alberto Aguirre (1999),
- A pesar de todo la cerveza no enmudece, de Julián Sánchez (2003),
- Figurando el paisaje, de Julián Sánchez (2005),
- Perro Pulgas, de Manuel F. Trillo (2007);

Ilustrador en libros técnicos
- ¡Cómo sobrevivir al siglo XXI!, de Máximo Núñez (2011),
- ¡Cómo descubrir las mates y no morir en el intento!, de Máximo Núñez (2011);

Libros
En mayo de 2006 la editorial Tiempo de cerezas ediciones le pública "Salud y ni un paso atrás!" un álbum con 300 dibujos realizados a lo largo de 4 años constantes de crítica diaria sobre el panorama actual. Su presentación oficial fue en La Fiesta del PCE del 2006.
Sociorreproduccionismo
En noviembre de 2008 apoyó el Manifiesto del Sociorreproduccionismo Prepictórico de Jon Juanma y se reclamó como parte del movimiento, si bien como viene siendo habitual en su forma de escribir, cambio la "c" de "Prepictórico" por la "k", quedando: "Sociorreproduccionismo Prepictóriko".